# Petrow Wal
Petrow Wal (russisch Петров Вал) ist eine Stadt mit 13.239 Einwohnern (Stand 14. Oktober 2010) in der Oblast Wolgograd (Russland).

## Lage
Petrow Wal liegt 185 km nördlich der Gebietshauptstadt Wolgograd und rund 970 km südöstlich von Moskau, am linken Don-Nebenfluss Ilowlja. Die nächstgelegene Stadt ist das Rajon-Zentrum Kamyschin, das sich rund 20 km westlich von Petrow Wal befindet.

## Geschichte
Der Ort entstand nach dem 17. Jahrhundert, zunächst als Dorf, das seinen Namen dem misslungenen Bau einer Kanalverbindung zwischen dem Don und der Wolga (des Vorläufers des heutigen Wolga-Don-Kanals) in den 1690er-Jahren zu verdanken hatte. Hierbei entstanden nämlich in diesem Bereich durch Grabungsarbeiten zahlreiche künstliche Aufschüttungen, die im Volksmund Peters Wall, auf Russisch Petrow Wal, genannt wurden, da der Kanalbau vom damaligen Zaren Peter dem Großen initiiert wurde.
Ab dem 19. Jahrhundert wurde nahe Petrow Wal die Eisenbahn gebaut, die den Ort unter anderem mit Saratow und Wolgograd verband. 1949 wurde Petrow Wal eine Siedlung städtischen Typs, 1988 dann eine rajonunterstellte Stadt.

### Bevölkerungsentwicklung
| Jahr | Einwohner |
| ---- | --------- |
| 1959 | 8.705     |
| 1970 | 12.051    |
| 1979 | 13.122    |
| 1989 | 13.752    |
| 2002 | 14.721    |
| 2010 | 13.239    |

Anmerkung: Volkszählungsdaten

## Verkehr
Heute ist Petrow Wal ein Eisenbahnknotenpunkt an der Kreuzung der Strecken Saratow–Wolgograd und Tambow–Kamyschin mit Eisenbahnwerkstätten und anderen schienenverkehrsbezogenen Betrieben. Einen Kilometer nördlich der Stadt befindet sich der Militärflugplatz Lebjaschje.